# Páramos (La Coruña)
Páramos (llamada oficialmente Santa María de Paramos) es una parroquia española del municipio de Valle del Dubra, en la provincia de La Coruña, Galicia.

## Entidades de población
Entidades de población que forman parte de la parroquia:
- A Igrexa (Paramos)
- Cabada (A Cavada)
- Carballosa
- O Pombal
- Quintáns

## Demografía
| Gráfica de evolución demográfica de Páramos entre 2000 y 2019 |
|                                                               |
| Datos según el nomenclátor publicado por el INE.              |